# Careproctus pseudoprofundicola
Careproctus pseudoprofundicola és una espècie de peix pertanyent a la família dels lipàrids.

## Hàbitat
És un peix marí i batidemersal que viu entre 2.049 i 2.089 m de fondària.

## Distribució geogràfica
Es troba al mar de Ross.

## Observacions
És inofensiu per als humans.